# Lan vô trụ Điền Thục
Lan vô trụ Điền Thục (Danh pháp khoa học: Amitostigma tetralobum) là một loài thực vật thuộc họ họ Lan. Đây là loài đặc hữu của Trung Quốc.